# Živojin Mišić

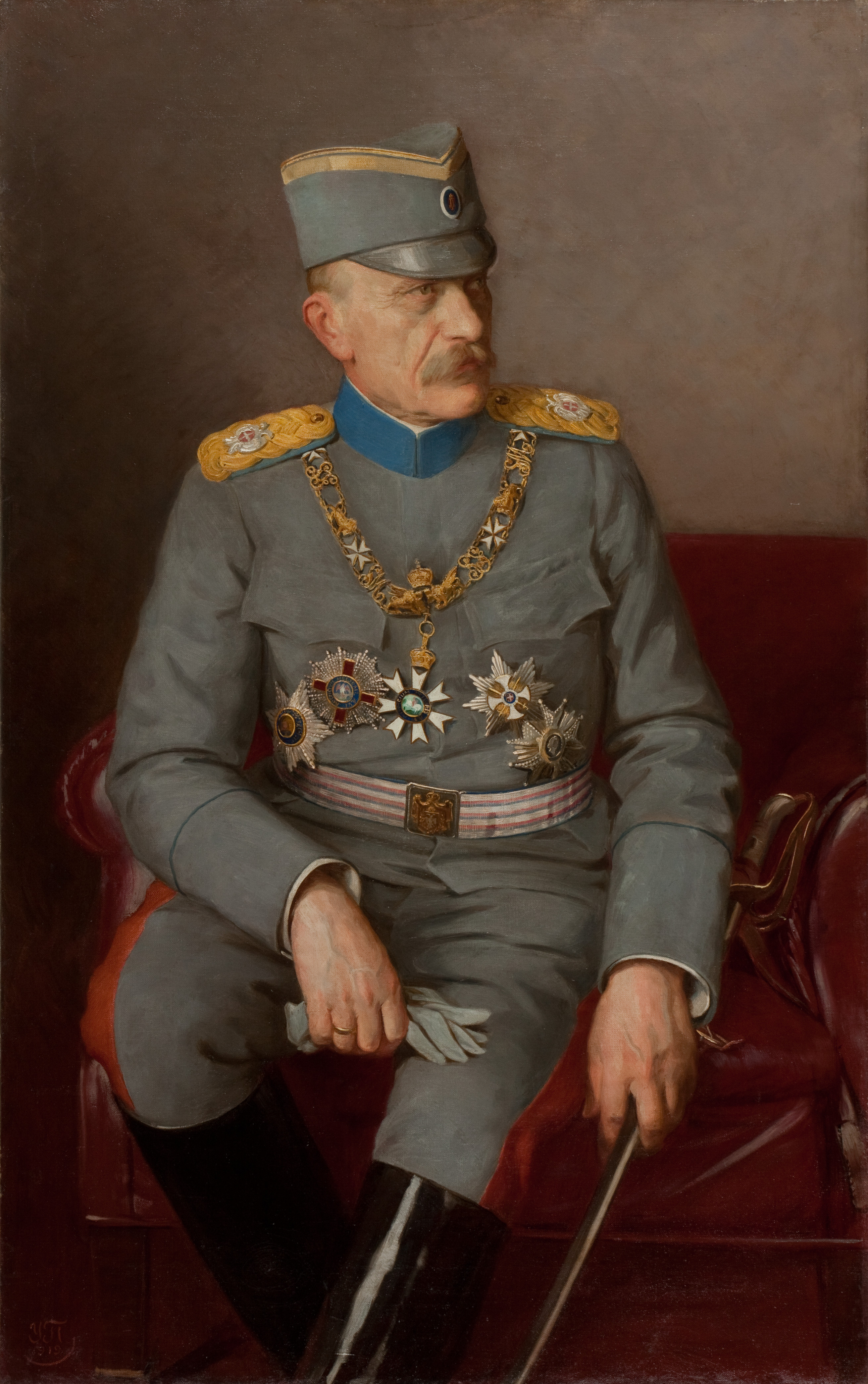
O General Živojin Mišić

Živojin Mišić (Struganik, Principado da Sérvia, 19 de Janeiro de 1855 - 20 de Janeiro de 1921, Belgrado, Reino da Iugoslávia) foi o mais bem-sucedido dos comandantes de campo da Sérvia durante a Primeira Guerra Mundial. 

## Vida
O caminho da vida do talentoso líder militar sérvio Zivojin Misic foi, de fato, uma "luta longa e difícil".
Mišić nasceu em 19 de julho de 1855, na vila de Struganik, no Principado da Sérvia, como o décimo terceiro e mais novo filho da família. O seu pai, Radovan, e sua mãe, Angela, tinham onze filhos e duas filhas. 
Após três anos de estudando na Escola Primária de Ribnica, viajou para Kragujevac, para cursar o ensino superior. Depois de completar o ensino médio, ele se matriculou na classe XI da Escola de Oficiais de Artilharia, que se formou em 1880, após o segundo ano, já que deixaram a escola devido a Guerra Sérvio-Otomana.
Mišić participou de todos os conflitos envolvendo a Sérvia entre 1877-1918, tendo lutado na Guerra Sérvio-Otomana, na Guerra Sérvio-Búlgara, nas Guerras Balcânicas e durante a Primeira Guerra Mundial.

### Morte
Nomeado Chefe do Estado Maior da Iugoslávia com o fim da Grande Guerra, Misic morreu em 20 de janeiro de 1921, aos 66 anos.